# Megalomys georginae
Megalomys georginae és una espècie extinta de rosegador de la família dels cricètids. Era endèmica de Barbados. Com que aquesta illa emergí fa aproximadament 1 milió d'anys, els científics que descrigueren aquesta espècie apuntaren que M. georginae probablement havia divergit dels seus congèneres feia poc temps. La datació radiomètrica indica que M. georginae sobrevisqué, com a mínim, fins a poc abans de l'arribada dels europeus a les Amèriques, però és possible que hagués perdurat fins a temps encara més recents.